# Битка на Мачковом камену
Битка на Мачковом камену је једна од низа сукоба током битке на Дрини.
Мачков камен је топографски чвор (врх) на планини Јагодња у западној Србији, гдје су вођене тешке борбе између 1. српске и 6. аустроугарске армије у току Првог свјетског рата, у периоду од 19. до 22. септембра 1914. године.

## Припреме за битку
После неуспеха Аустроугарске у Церској бици, они су одморили и попунили 5. и 6. армију и прешли у напад 6. септембра 1914. Српска 2. армија је успела да задржи 5. аустроугарску на обалама доње Дрине, а 6. армија је прешла Дрину, потисла српску 3. армију и заузела Гучево, Борању и Јагодњу, десним крилом избивши на Соколску планину. Српска 1. армија (генерал Петар Бојовић) противнападом присиљава десно крило противника на повлачење до положаја Мачков камен-Црвење-Јаворник.

## Српски напади на Мачков камен
Српски 5. прекобројни пук уз подршку пољске артиљерије је почео напад на аустроугарску одбрану на М. ујутро 19. септембра, али је због снажног отпора одбијен. Напади Срба се настављају током дана уз губитке, али тек око 17 часова 5. прекобројни и 9. пук I позива из дивизијске резерве заузимају јуришем предње положаје непријатеља. Противнапад Аустроугара је одбијен око 18:30 часова, али највиши врх остаје у њиховим рукама. Ноћу 19/20. септембра аустроугарска 6. бригада врши препад на српске трупе, али без успјеха.
Ујутро Аустроугари изводе нов безуспјешан напад с 6. и 7. брдском бригадом. Послијеподне Срби нападају са 5. прекобројним пуком, и 9. пуком I и II позива да би заузели врх и гребен Мачковог камена. На уском простору, изложене јакој артиљеријској ватри, јединице трпе велике губитке и напад је прекинут. Срби тад привлаче резерве и пољску артиљерију, и уништавају блиском ватром истакнута митраљеска гнијезда непријатеља. Сва 3 пука крећу поново у напад праћени арт. ватром и око 19 часова јуришом освајају врх Мачковог камена (кота 923).
Држање М. је увелико зависило од држања коте 940 (Кошутња стопа) удаљене око 1500 m. Командант 1. српске армије врши због тога прегруписавање снага ноћу 21/22. септембра за напад на коту 940.

## Аустроугарски противнапади
Да би преотео Мачков камен, командант 16. ау. корпуса напада ујутру 21. септембра са 1., 2., и 7. брдском бригадом. У трену кад су ау. снаге потисле Србе са гребена око М., пристиже српски батаљон 4. пука I позива, напада ау. снаге у лијеви бок и уз подршку артиљерије (2. и 5. пољска батерија) их тјера у повлачење. Тиме Срби поново овладавају гребеном око М. Предвече су услиједила још два напада ау. снага, и други напад успијева да потисне Србе са сјевероисточног дијела М. У збрци долази до напуштања српских топова, али су они поново заузети по повлачењу ау. снага противнападом 4. пјешадијског пука I позива. Послуга топова се неколико пута помјера напријед-натраг носећи са собом затвараче и нишанске справе при помјерању пјешадије.

## Појачани напад Аустроугара и повлачење српске војске
Падом ноћи ау. снаге су ојачане са још 2 батаљона и уз подршку артиљерије крећу у напад послије поноћи. И поред тешке ситуације и унакрсне ватре на њихове положаје, српске трупе су се одржале на својим положајима. У зору 22. септембра непријатељ поново напада од Кошутње стопе гребеном ка Мачковом камену са 1. и 2. брдском бригадом и Скадарским одредом (доведен из Скадра), 7. брдском од Ужиналишта, 6. брдском на Перуници, и 13. брдском од Липничке главе (Липник) ка Црвењу. Послије жестоких борби са наизмјеничним узастопним јуришима и борбама прса о прса, аустроугарске снаге успијевају да одбију српске трупе због велике надмоћности артиљерије. У једном јуришу погиба командант 4. пука I позива потпуковник Душан Пурић. Послије овога 4. пук почиње да одступа, а око 16 часова и остали пукови, на линију Шанац-Рујевачке рудине-Ободњик.

## Губици
Губици у бици износе:
- Срби - око 800 погинулих, 5700 рањених и онеспособљених за борбу,
- Аустроугари - око 1200 погинулих, остали губици непознати.

Забележено је више сведочења војника о овој бици, а неки међу њима су и одликовани Карађорђевом звездом. Један од погинулих је био књижевник Чедомир Павић (1882—1914).

## Сећање
Захвална отаџбина палим војницима подигла је више споменика. Спомен-костурница на Мачковом камену завршена је 1931ве године, а Спомен-црква Вазнесења Господњег у Крупњу подигнута 1932. г.е. На оба локалитета налазе се мошти бораца, а у крипти цркве изложене су фотографије са бојног поља и венци. У крипти је и споменик мајору Светиславу Марковићу који је повео војнике у самоубилачки јуриш на аустријску војску. Тај догађај, целокупни контекст битке и херојство јунака, инспирисали су писца Вељка Петровића који их је описао у свом делу Изданци из опаљена грма 1932. године, а по том делу Телевизија Београд снимила је и истоимену серију 1972. године у којој насловну улогу мајора Светислава тумачи Драгомир Бојанић Гидра. Битка је такође екранизована у играно-документарном филму „Србија у Великом рату.”
У бици на Мачковом камену учествовао је и принц Ђорђе Карађорђевић, током које је био тешко рањен, и своје сећање на то описао у својој аутобиографији.
Дана 15. новембра 2015. године, војни часопис „Одбрана” издао је посебан додатак у виду стрипа „Марш на Дрину” у ком су илустроване Церска битка, битка на Мачковом камену и Колубарска битка. Стрип издање Линије фронта објавио је стрип под називом „Мачков камен” који обрађује битку.

## Мачков камен данас
Мачков камен данас је скоро у потпуности прекривен четинарском шумом. Једини делови који нису прекривени шумом су прилаз врху и сам врх, на ком се налази капела и простор око капеле са металном оградом. Ровови из битке су и данас очували свој облик иако су зарасли у траву, налазе се ти уз патине платоа врха између ограда од капеле и шуме која се налази на падини, која оивичава плато на ком је вођена битка и покрива цео вис.

## Галерија
- Дијаграм бојишта Мачковог камена са капелом и остацима ровова
- 3Д модел терена битке на Мачковом камену са рововима
- План ровова у бици на Мачковом камену
- Српски ров из битке на Мачковом Камену
- Спојница српског рова на Мачковом Камену
- Почетак српског рова на Мачковом Камену
- Српски ров Мачков Камен
- Аустријски ров из битке на Мачковом Камену
- Панорама Кошутње стопе кота 769.